# 青山俊春
青山 俊春（あおやま としはる）は、江戸時代中期の大名。丹波国亀山藩の第2代藩主。官位は従五位下・因幡守。青山家宗家14代。

## 略歴
元禄13年（1700年）、初代藩主・青山忠重の四男として誕生した。俊春の3人の兄が全て早世した後、忠重は弟の忠貴を養子にしていたが、忠貴が正徳3年（1713年）に死去したため、正徳4年（1714年）9月1日に父から世子に指名され、12月に従五位下・下野守に叙位・任官する。享保7年（1722年）6月18日、父の隠居により家督を継ぎ、6月21日に因幡守に遷任する。
享保15年（1730年）7月18日に死去した。享年31。跡を養子の忠朝が継いだ。

## 系譜
- 父：青山忠重（1654年 - 1722年）
- 母：上田氏
- 室：不詳
- 養子
  - 男子：青山忠朝（1708年 - 1760年） - 青山幸督の次男